# Napad na klub Pulse
Napad na noćni klub Pulse dogodio se 12. lipnja 2016. godine u Orlandu, Floridi kada je dvadesetdevetogodišnji zaštitar Omar Mateen ubio 49 i ranio 53 gosta tog kluba namijenjenog LGBT osobama. Napad je okarakteriziran kao teroristički napad i zločin iz mržnje. Napadača je ubila policija grada Orlando nakon obračuna koji je trajao tri sata. Ovo je najsmrtonosniji napad na LGBT osobe u povijesti Sjedinjenih Država, kao i najsmrtonosniji teroristički napad nakon napada 11. rujna 2001. godine na Svjetski trgovački centar u New Yorku.
U pozivu hitnim službama, Mateen se zakleo na vjernost Abuu Bakru al-Bagdadiju, vođi takozvane Islamske države. Kao razlog napada navodi ubojstvo Abua Waheeba u Iraku koje se dogodilo mjesec dana ranije, a koje je izvela vojska SAD-a.